# 吉田節子
吉田 節子（よしだ せつこ、1942年11月4日 - 2014年10月26日）は、日本の元バレーボール選手。1968年メキシコオリンピックバレーボール女子銀メダリスト。

## 来歴
愛知県出身。両親と6人兄姉妹のスポーツ一家に生まれ、中学1年次よりバレーボールを始める。
強豪校の豊橋東高等学校を経て、実業団の鐘紡四日市に入部。
1962年に全日本メンバーに選出され、アジア大会に出場した。1965年に再び全日本メンバーとなり主将を担う。同年、世界の最優秀選手に選出された。1967年の世界選手権金メダル、1968年のメキシコオリンピックではコーチ兼主将として銀メダル獲得に貢献した。
2014年10月26日、卵巣がんのため死去。71歳没。

## 球歴
- 全日本代表としての主な国際大会出場歴
  - オリンピック - 1968年
  - 世界選手権 - 1967年

## 所属チーム
- 御津中学
- 豊橋東高等学校
- 鐘紡四日市/全鐘紡（1961 - 1968年）